# Tunceli (district)
Tunceli (Koerdisch: Dersim) is een Turks district in de provincie Tunceli en telt 31.147 inwoners (2007). Het district heeft een oppervlakte van 881,8 km². Hoofdplaats is Tunceli.
De bevolkingsontwikkeling van het district is weergegeven in onderstaande tabel.
| De bevolkingsontwikkeling van het district tussen 1965 en 2020 |                  |                  |                  |                  |                  |                  |                  |                  |               |
| District                                                       | Bevolking (1965) | Bevolking (1975) | Bevolking (1985) | Bevolking (1990) | Bevolking (2000) | Bevolking (2010) | Bevolking (2020) | Aantal gemeenten | Aantal dorpen |
| Tunceli (district)                                             | 20.561           | 29.091           | 35.955           | 37.655           | 30.323           | 30.702           | 38.429           | 1                | 53            |
| Tunceli (provincie)                                            | 154.175          | 164.591          | 151.906          | 133.143          | 93.584           | 76.699           | 83.443           | 9                | 364           |